# Lacroixella
Lacroixella es un género de foraminífero planctónico considerado un sinónimo posterior de Globuligerina de la de la familia Globuligerinidae, de la superfamilia Rotaliporoidea, del suborden Globigerinina y del orden Globigerinida. Su especie tipo es Globigerina hoterivica. Su rango cronoestratigráfico abarca el Aptiense (Cretácico inferior).

## Descripción
Dado que Lacroixella es el nombre sustituto propuesto para Caucasella, su descripción, como el de Caucasella, coincide con la del género Globuligerina, ya que se considera un sinónimo subjetivo posterior. La principal diferencia propuesta fue la textura o superficie de la pared, que, a diferencia de Globuligerina, es fuertemente reticulada. Esta superficie sería más similar a la del género Favusella, por lo que algunos consideran que su especie tipo pertenece realmente a este último género.

## Discusión
Clasificaciones posteriores incluirían Lacroixella en la superfamilia Favuselloidea. Lacroixella fue el nombre propuesto para sustituir a Caucasella, el cual había sido considerado un homónimo posterior del braquiópodo Caucasella Moisseev, 1934, y por consiguiente invalidado. Clasificaciones posteriores hubiesen incluido Lacroixella en la superfamilia Favuselloidea.

## Paleoecología
Lacroixella, como Globuligerina, incluye especies con un modo de vida planctónico, de distribución latitudinal cosmopolita, preferentemente tropical-subtropical, y habitantes pelágicos de aguas superficiales (medio nerítico y epipelágico).

## Clasificación
Lacroixella incluía a la siguiente especie:
- Lacroixella hoterivica †